# Dytaster agassizi
Dytaster agassizi är en sjöstjärneart som beskrevs av Perrier 1894. Dytaster agassizi ingår i släktet Dytaster och familjen kamsjöstjärnor. Inga underarter finns listade i Catalogue of Life.